# Borovnice, Benešov
Borovnice là một làng thuộc huyện Benešov, vùng Středočeský, Cộng hòa Séc.